# SuperDraft de la MLS 2012
El SuperDraft de la MLS 2012 fue el 13º evento de este tipo para la Major League Soccer Se llevó a cabo el 12 de enero de 2012 en Kansas, Misuri, durante la Convención de 2012 NSCAA. El SuperDraft consistió ya solamente dos rondas con diecinueve selecciones en cada una de las rondas, para un total de 38 jugadores seleccionados en el proyecto.
El proyecto precede al inicio de la Temporada de la Major League Soccer 2012.

## Primera Ronda
|  | Miembro de Generación Adidas |

| N.º | Jugador              | Equipo de la MLS                      | Universidad/Proyecto/Club                        | Posición       | Imagen |
| --- | -------------------- | ------------------------------------- | ------------------------------------------------ | -------------- | ------ |
| 1   | Andrew Wenger        | Montreal Impact                       | Universidad de Duke                              | Defensa        |        |
| 2   | Darren Mattocks      | Vancouver Whitecaps                   | Universidad de Akron                             | Delantero      |        |
| 3   | Kelyn Rowe           | New England Revolution                | Universidad de California en Los Ángeles         | Centrocampista |        |
| 4   | Luis Silva López     | Toronto FC                            | Universidad de California en Santa Bárbara       | Centrocampista |        |
| 5   | Casey Townsend       | Chivas USA                            | Universidad de Maryland                          | Delantero      |        |
| 6   | Sam Garza            | San Jose Earthquakes                  | Universidad de California en Santa Bárbara       | Delantero      |        |
| 7   | Nick DeLeon          | D.C. United                           | Universidad de Louisville                        | Centrocampista |        |
| 8   | Andrew Jean-Baptiste | Portland Timbers                      | Universidad de Connecticut                       | Defensa        |        |
| 9   | Austin Berry         | Chicago Fire                          | Universidad de Louisville                        | Defensa        |        |
| 10  | Ethan Finlay         | Columbus Crew                         | Universidad Creighton                            | Delantero      |        |
| 11  | Matt Hedges          | FC Dallas                             | Universidad de Carolina del Norte en Chapel Hill | Defensa        |        |
| 12  | Aaron Maund          | Toronto FC (desde New York Red Bulls) | Universidad de Notre Dame                        | Defensa        |        |
| 13  | Chandler Hoffman     | Philadelphia Union                    | Universidad de California en Los Ángeles         | Delantero      |        |
| 14  | Tony Cascio          | Colorado Rapids                       | Universidad de Connecticut                       | Centrocampista |        |
| 15  | Andrew Duran         | Seattle Sounders FC                   | Universidad Creighton                            | Defensa        |        |
| 16  | Dom Dwyer            | Sporting Kansas City                  | Universidad del Sur de Florida                   | Delantero      |        |
| 17  | Enzo Martínez        | Real Salt Lake                        | Universidad de Carolina del Norte                | Centrocampista |        |
| 18  | Colin Rolfe          | Houston Dynamo                        | Universidad de Louisville                        | Delantero      |        |
| 19  | Tommy Meyer          | Los Angeles Galaxy                    | Universidad de Indiana                           | Defensa        |        |

## Segunda Ronda
|  | Miembro de Generación Adidas |

| N.º | Jugador             | Equipo de la MLS                                | Universidad/Proyecto/Club            | Posición       | Imagen |
| --- | ------------------- | ----------------------------------------------- | ------------------------------------ | -------------- | ------ |
| 20  | Calum Mallace       | Montreal Impact                                 | Universidad Marquette                | Centrocampista |        |
| 21  | Chris Estridge      | Vancouver Whitecaps                             | Universidad de Indiana               | Defensa        |        |
| 22  | Tyler Polak         | New England Revolution                          | Universidad Creighton                | Defensa        |        |
| 23  | Lucky Mkosana       | Chicago Fire (desde Toronto FC)                 | Dartmouth College                    | Delantero      |        |
| 24  | Diogo de Almeida    | Real Salt Lake (desde Chivas USA)               | Universidad Metodista del Sur        | Defensa        |        |
| 25  | Jacob Hustedt       | San Jose Earthquakes                            | Universidad de Washington            | Centrocampista |        |
| 26  | Aubrey Perry        | Columbus Crew (desde D.C. United)               | Universidad del Sur de Florida       | Defensa        |        |
| 27  | Brendan King        | Portland Timbers                                | Universidad de Notre Dame            | Centrocampista |        |
| 28  | Hunter Jumper       | Chicago Fire                                    | Universidad de Virginia              | Defensa        |        |
| 29  | Kevan George        | Columbus Crew                                   | Universidad de Florida Central       | Centrocampista |        |
| 30  | Cyprian Hedrik      | Sporting Kansas City (desde FC Dallas)          | Universidad Coastal Carolina         | Centrocampista |        |
| 31  | Ryan Meara          | New York Red Bulls                              | Universidad de Fordham               | Portero        |        |
| 32  | Greg Jordan         | Philadelphia Union                              | Universidad Creighton                | Centrocampista |        |
| 33  | Chris Blais         | San Jose Earthquakes (desde Colorado Rapids)    | Universidad del Sur de Florida       | Portero        |        |
| 34  | Babayele Sodade     | Seattle Sounders FC                             | Universidad de Alabama en Birmingham | Delantero      |        |
| 35  | Raymon Gaddis       | Philadelphia Union (desde Sporting Kansas City) | Universidad de Virginia Occidental   | Defensa        |        |
| 36  | Sebastian Velasquez | Real Salt Lake                                  | Spartanburg Methodist College        | Centrocampista |        |
| 37  | Warren Creavalle    | Houston Dynamo                                  | Universidad de Florida Central       | Centrocampista |        |
| 38  | Kenney Walker       | Los Angeles Galaxy                              | Universidad de Louisville            | Centrocampista |        |

## Selecciones por Posición SuperDraft
| Ronda   | Portero | Defensa | Mediocampista | Delantero | Totales |
| ------- | ------- | ------- | ------------- | --------- | ------- |
| Primera | 0       | 7       | 5             | 7         | 19      |
| Segunda | 2       | 6       | 9             | 2         | 19      |
| Totales | 2       | 13      | 14            | 9         | 38      |